# Wallace Hume Carothers
Pour les articles homonymes, voir Carothers.
Wallace Hume Carothers (27 avril 1896 - 29 avril 1937) est un chimiste américain de la compagnie Du Pont de Nemours. En 1935, il synthétise le nylon; la première fibre synthétique de l'histoire.

## Biographie
Il est né à Burlington en Iowa en 1896, ainé de quatre enfants. Il commence ses études en chimie à Tarkio College (Missouri) et à l'université du Dakota du Sud. En 1924, il obtient son doctorat de l'université de l'Illinois sous la direction du Pr Roger Adams. Il devient instructeur en chimie organique à l'université de l'Illinois de 1924 à 1926 et à l'université Harvard de 1926 à 1928, poste qu'il quitte pour déménager à Du Pont en 1928.
Il se marie le 21 février 1936 avec Helen Sweetman, chimiste qui travaille pour Du Pont à préparer des applications de brevet.
Après avoir obtenu son doctorat, il enseigne à plusieurs universités avant d'être embauché par Du Pont pour travailler en recherche fondamentale. Il devient directeur du groupe de chimie organique au laboratoire Du Pont à Wilmington (Delaware), laboratoire où la plupart de la recherche sur les polymères était effectuée. En plus de son développement du nylon, il aide dans le développement du néoprène.
Il souffre toute sa vie de dépressions psychiatriques. Malgré son succès avec le nylon, il croit avoir peu réussi et avoir épuisé ses idées pour la recherche. Son malheur est approfondi par le décès de sa sœur préférée en janvier 1937. Le 29 avril 1937, il se suicide dans une chambre d'hôtel à Philadelphie en buvant du jus de citron avec du cyanure de potassium. Il ne laisse aucune note explicative. Sa fille, Jane, est née sept mois plus tard.

## Carrière et inventions

### Néoprène
Carothers a commencé à travailler au Du Pont Experimental Station en février 1928. Son but primaire était d'effectuer la synthèse d'un polymère d'une masse molaire supérieure à 4 200 g mol−1, ce qui représente la valeur déjà obtenue par Emil Fischer. Il dirigeait quelques chimistes avec doctorats ainsi que deux consultants.
En janvier 1930, le supérieur immédiat de Carothers, le Dr Elmer K. Bolton, lui demande d'examiner la chimie d'un polymère de l'acétylène afin de créer un caoutchouc synthétique. En avril 1930, un chimiste au laboratoire de Carothers, le Dr Arnold M. Collins, isole le chloroprène, liquide qu'il polymérise pour former un matériau solide qui ressemble au caoutchouc. Ce produit est le premier caoutchouc synthètique[réf. nécessaire] et s'appelle aujourd'hui néoprène.

### Polyesters
Aussi en 1930, un autre membre de l'équipe de Carothers, le Dr Julian Hill, tente la formation de polyesters à partir de glycols (ou diols) et des diacides carboxyliques, toujours dans le but d'obtenir une masse molaire supérieure à 4 000 g mol−1. Ses efforts sont couronnés de succès lorsqu'il obtient un polymère synthétique de masse molaire voisine de 12 000 g mol−1. Ce polymère à masse molaire élevée peut être étiré à l'état fondu pour former une fibre, ce qu'on considère comme une sorte de soie synthétique dite « superpolyester ».
Les formations des polyesters et des polyamides sont des exemples de polycondensation, un type de polymérisation par étapes. Carothers a développé la théorie de la polymérisation par étapes et a démontré l'équation de Carothers qui relie le degré de polymérisation moyen au taux de conversion (ou rendement chimique) du monomère en polymère. Cette équation indique que l'obtention d'une masse molaire élevée exige un taux de conversion très élevé (dans le cas de la polymérisation par étapes seulement).
Hill produit aussi une fibre synthétique qui est davantage élastique et forte en combinant les réactifs à basse pression, dans un appareil à distillation. Malheureusement cette fibre ne peut pas être commercialisée parce que l'eau chaude la transforme en agglomération collante. Cette déception amène Carothers à abandonner la recherche sur les polymères pendant quelques années.

### Polyamides et nylon
En 1934, Carothers et son équipe replacent leur attention dans les fibres et remplacent les glycols par les diamines. La réaction des diacides carboxyliques et des diamines produit un nouveau type de polymère dit polyamide, beaucoup plus stable que les polyesters. Les polyamides peuvent former des zones cristallines en raison du développement de liaisons hydrogène intercaténaires. Les domaines cristallins améliorent grandement la force mécanique des polyamides et on a envisagé la production d'une soie synthétique pratique pour les applications quotidiennes. Cette recherche conduit à la formation de plusieurs nouveaux polyamides. Le travail expérimental est effectué par les Dr W.R. Peterson et Coffman, et ensuite par le Dr Gérard Berchet.
Le 28 février 1935, Berchet produit quinze grammes du polyamide 6-6, polymère ultérieurement appelé nylon. Il est difficile à manipuler à cause de son point de fusion élevé (265 °C), mais sa grande force mécanique amène Bolton à le choisir pour le développement commercial.